# Favareta
Favareta (oficialmente en valenciano: Favara) es un municipio y ciudad de la Comunidad Valenciana (España), situado en la comarca de la Ribera Baja, provincia de Valencia.

## Geografía
Situado a las faldas de la vertiente norte de la sierra de Corbera.
La superficie del término tiene forma romboidal, siendo muy montañosa, con un pequeño sector al noreste que penetra en la llanura litoral del delta del Júcar, estando cubierto de marjales. Las alturas principales son: Los Germanells (589 m.) y el pico de la Muela (625 m.), ambos vértices geodésicos de tercer orden. Drenan el término los barrancos de Els Germanells, del Infierno, de Borja, del Fondo y de la Sima.
La superficie no cultivada está ocupada por pinos y monte bajo.
Desde Valencia, se accede a esta localidad a través de la N-332.
El término municipal de Favareta limita con las localidades de Alcira, Cullera, Llaurí y Tabernes de Valldigna, todas ellas de la provincia de Valencia.

## Historia
El filólogo Joan Coromines afirma que el topónimo Favareta proviene del árabe fawwara, o sea 'la fuente' o 'el colmillo', por las numerosas fuentes de agua subterránea situadas en el noreste del pueblo, ya en zona pantanosa, en la planicie litoral del delta del Júcar. Otros autores creen que el nombre puede tener su origen en el grupo de tribus bereberes Hawwara, que ocuparon dichas tierras en el siglo VIII. La población es posterior a la conquista del Reino de Valencia por parte de Jaime I, no estando Favareta en ningún documento escrito hasta después del Llibre del Repartiment de Valencia, y no teniendo, por tanto, referencias de civilizaciones de la Edad de Bronce o de la época romana.
La Favareta de entonces depende del castillo del Barranco (también conocido como castillo de Alcalá de Alfandec, de Marinyén o de la Reina Mora), y sus rentas contribuyen a paliar las deudas del rey y del infante Pedro, que había otorgado los poblados de Alfandec de Marinyen a los judíos Vives Abenvives y a sus herederos, y el castillo al escribano Perot de Siente Clemente.
Más tarde, en 1275, pasó a manos de Constanza II de Sicilia. Ya fundado el monasterio de la Valldigna, en 1297 por Jaime II, y dejado en manos de los monjes de Santes Creus, la dependencia de Alcudiola de Alfandec tiene por señores los abades cistercienses de Santa María de la Valldigna, corriendo vicisitudes paralelas a Alfusell, Masalalí, Benifairó de la Valldigna, la Umbría, Ráfol, Simat de Valldigna, Tabernes de Valldigna y La Jara. De esta época sólo queda en Favareta la ermita de San Lorenzo.
Alcudiola, llamada también de Favareta, fue separada en 1547 de Ráfol de Alfandec, y Favareta de aquella, estando pobladas ambas por moriscos, siendo erigida parroquia por San Juan de Ribera en 1568. Alcudiola de Favareta fue repoblada, tras la expulsión de los moriscos, en 1616. Favareta aún sería posesión de Corbera, antes de que quedara desierta totalmente por dicha expulsión de moriscos en 1609, que salieron del Grao y Denia hacia África.
La población tenía entonces 22 focos de musulmanes andalusíes, dedicados a la agricultura y a la artesanía, conservando su religión islámica a pesar de los bautismos forzados estipulados en la pragmática del 1526, y hablando su lengua, la algarabía, aunque su uso y las costumbres jurídicas musulmanas estaban prohibidos desde 1567.
Favareta perteneció fiscalmente de la hijuela de la Valle de Alfandec en 1602, con Llaurí, Beniomer, Alcudia, Masalalí, Tabernes, la Umbría, Benifairó y Simat. Expulsados los moriscos el pueblo sufre su ausencia, sobre todo en el cultivo del arroz, que no tuvo cosecha ese año. En 1611 Favareta es repoblada por familias cristianas, otorgándole Carta puebla al lugarteniente de Cerdeña, Carlos de Borja-Centelles y de Velasco, VII duque de Gandía, marqués de Llombay y conde de Oliva, el 10 de julio de 1611, mediante su procurador Carlos de Rodar y actuando de notario José María Ortiz
Del matrimonio de Borja-Centelles con Artemisa Doria nació Francisco de Borja-Centelles y Doria, heredero de los títulos y territorios paternos. Los 22 pobladores que su padre estableció en Favareta mantuvieron una población estable durante mucho tiempo. En 1715 la población no superaba los 31 vecinos, y esto se debía sobre todo a las enfermedades sufridas por el cultivo de arroz en la marjal.
Favareta pasa después a los varones de Benifallim y señores de Cenija y Rótova, los cuales llegan a edificar un castillo, del que todavía quedan restos. Hasta 1707 el pueblo pertenece administrativamente a la gobernación de Játiva, llamada también «allende Júcar», desde 1306.
A partir de los Decretos de Nueva Planta perteneció al corregimiento de Alcira, hasta 1831. Dos años después España fue dividido en provincias. A lo largo del 1734 comienza a construirse la iglesia parroquial, dedicada a San Antonio Abad, corriendo con los gastos el señor de Rótova y Favareta, Miquel Escrivá y Faus, acabándose el retablo del altar mayor y entronizando a la imagen del santo en el año 1748. El arzobispo Andrés Mayoral Alonso de Mella, con su política de saneamiento del culto e inversiones en obras, la decoró al estilo renacentista de 1737, acabándose totalmente el edificio parroquial en 1760.
Dados los precios altos del arroz, Favareta conoce un incremento de población, aunque por la gran mortandad, debido al cultivo arrocero, apenas si se nota en el aumento absoluto. En 1794 Favareta tiene 90 habitantes. El botánico Cavanilles nos dice que «ya quedarían pocos brazos para el cultivo (del arroz) sin los advenidizos», y en las Observaciones añade que «en Favareta se renuevan (los pobladores) como en plaza sitiada por enemigos y las rebeldes tercianas talan a los vivientes».
Durante estos años los de Rótova, ya condes desde 1799, llevarían a cabo nuevas obras en su castillo de Favareta, pasando la jurisdicción señorial, a finales del siglo XVIII a manos del teniente coronel Lorenzo Bou de Penya-Roja y Cisternes d'Oblites, Olimar Escrivá y Martínez de la Raga, heredando a todos los títulos y posesiones los Rodrigo y Rovira, varones de Antella y de Uixola, sin participar Favareta en ningún evento histórico remarcable.
El censo de 1860 muestra 447 habitantes, y es a partir de este año que la población empieza a crecer, teniendo así 783 vecinos en 1900, sobre todo al aumentar el cultivo de la naranja, las hortalizas y el arroz, que aún actualmente son las fuentes de riqueza económica de Favareta. A los 10 años el pueblo tiene 168 casas habitadas, con un aumento de 200 habitantes, superando en un 35 % los nacimientos a las defunciones.
Instalado el alumbrado público de gas acetileno y construyendo todas las aceras, Favareta entra en la modernidad, continuando incrementándose la población, que vive a lo largo del siglo XX en paz, dedicada a la agricultura y alguna industria: plásticos, hormigón, herrería, muebles y agroalimentación; En 1930 Favareta tiene 1251 habitantes y treinta años después 1679, aunque la fuerte emigración de mano de obra hacia Francia hace estable el censo, deteniendo el incremento desde 1965, en 1970 son 1651 vecinos. Ninguna variable histórica endógena afecta especialmente Favareta como para hacer referencia, salvo que sufre con la depresión de principios de siglo un endurecimiento social, crisis que como otros pueblos de la Ribera, lleva a la atomización del republicanismo.
Actualmente Favareta cuenta con los servicios que una ciudad moderna requiere, algunos de ellos mancomunados con la comarca.
La población está hermanada con la ciudad francesa de Villelaure, con franca correspondencia cultural y social.

## Demografía
Favareta cuenta con una población de 2701 habitantes (INE 2024).
| Gráfica de evolución demográfica de Favareta entre 1842 y 2021                                                      |
| |
| Población de derecho según los censos de población del INE Población de hecho según los censos de población del INE |

## Administración y política
| Periodo   | Nombre                                                 | Partido      |
| --------- | ------------------------------------------------------ | ------------ |
| 1979-1983 | José Palomares Victoria                                | PCE          |
| 1983-1987 | Cayetano Julián Victoria                               | PSPV-PSOE    |
| 1987-1991 | Cayetano Julián Victoria                               | PSPV-PSOE    |
| 1991-1995 | Cayetano Julián Victoria                               | PSPV-PSOE    |
| 1995-1999 | Joan Antoni Cuñat                                      | EUPV         |
| 1999-2003 | Joan Antoni Cuñat                                      | EUPV         |
| 2003-2007 | Pedro Juan Victoria Miñana                             | PP           |
| 2007-2011 | Pedro Juan Victoria Miñana                             | PP           |
| 2011-2015 | Pedro Juan Victoria Miñana                             | PP           |
| 2015-2019 | Oro Azorín Canet                                       | Compromís    |
| 2019-2023 | Oro Azorín Canet                                       | Compromís    |
| 2023-act. | José Francisco Vicedo Molina (2023-2024) Mª Pilar Sala | Compromís PP |

## Economía
Basada tradicionalmente en la agricultura. Los cultivos principales son de regadío: naranjas, hortalizas y arroz.

## Cultura

### Patrimonio
- Iglesia parroquial. Está dedicada a San Antonio Abad y fue construida en 1760.
- Cueva de la Galera. Yacimiento de difícil acceso, con un paisaje de monte bajo mediterráneo. Se trata de una cueva con materiales del Bronce, II-I milenio a. C, y de cronología Ibérica. Se localiza en la sierra del Cavall Bernat, junto al Pía de la Simeta. De boca ancha, la gruta presenta un pronunciado buzamiento en dirección NE-SO. El suelo está lleno de grandes bloques pétreos. Por lo que respecta a los materiales arqueológicos, se han encontrado varios fragmentos de sílex, cerámica hecha a mano y cerámica a torno ibérica. Todos ellos están depositados en el museo municipal de Alzira
- Ermita de San Lorenzo. Construcción de planta rectangular y de pequeñas dimensiones, situada sobre un montículo. Los muros de la ermita son de piedra y mampostería. La cubierta es a dos aguas, de teja árabe. En la fachada principal encontramos un arco de medio punto, adentrado, enmarcando la puerta de acceso adintelada. La fachada y todo el conjunto se caracteriza por la extrema sobriedad y austeridad del conjunto. Esta se remata con una cruz de forja.
- Plana de la Sima. Zona de difícil acceso, caracterizada por la presencia de bosque bajo mediterráneo. Yacimiento al aire libre, localizado en la Sierra del Caballo, el SO del término de Favareta, cerca del Puntal de la Sima, sobre unos bancales, a un terreno más o menos plano. Se han encontrado materiales prehistóricos: sílex, lascas, hojitas y rascador. Se encuentran depositados en el museo municipal de Alcira.
- Plaza del Caballo. Ubicada en la plaza del Caballo. Consta de una base circular mixta, moldurada con decoración vegetal. El cuerpo central está formado por cuatro basamentos que sustentan cuatro caballos alados, orientados a los cuatro puntos cardinales y unidos por un cuerpo o pedestal que se abra formando una concha con cuatro cabezas de león que presentan una perforación en la boca para dar salida a la agua. Del centro de la concha sale un repisa o columna ornamentada con elementos fantásticos adosados al tronco de la columna. En la parte superior, otra concha circular adornada con cabezas de león, formando una baza de menores dimensiones que el anterior. Por último, del tronco central nace un pedestal con un niño sosteniendo, contra su cuerpo, un pescado. Fuente de piedra muy erosionada por el efecto del agua.
- Plaza Vera Cruz. Data de 1950 y queda ubicada en medio de la plaza siendo el único elemento ornamental. Fuente de piedra y mármol. Consta de una balsa circular, sobre la que arranca un cuerpo cuadrangular con motivos fantásticos como grifos, del cual nace una columna balaustrada coronada por un farol. Presenta, como decoración, un conjunto de elementos geométricos hilvanados armónicamente, contraponiéndose al círculo y al cuadrado.
- Escuelas Fundación Patriarca san José. Situada en la calle Derechos Humanos, 11. Edificio de 1880 que presenta un tratamiento diferencial a cada planta. En la plata baja, la puerta o hueco de acceso se corona con arco rebajado de grandes dimensiones flanqueado por dos huecos también rebajados. A la izquierda de la fachada encontramos otro acceso de pequeñas dimensiones. En la primera planta, encontramos un amplio balcón corrido con tres huecos actualmente tapiados. En el segundo piso, el paramento se perfora con cuatro huecos adintelats que dan paso a la cornisa y cubierta de teja árabe. No presenta ninguna decoración en la fachada. Presenta una articulación a dos manos. El interior se remata con techo de vigas de madera y bóvedas de bovedilla El patio se sitúa al fondo.

### Fiestas
- Fiestas patronales: del 8 al 14 de agosto
- San Cristóbal (fiesta de los camioneros) se celebra del 8 al 9 de agosto.
- San Lorenzo se celebra el 10 de agosto.
- San Joaquín (fiesta de los pensionistas y jubilados) se celebra el 11 de agosto.
- Purísima (día de les chicas) se celebra el 12 de agosto.
- Divina Aurora (día de los chicos) se celebra el 13 de agosto.
- Vera Cruz (fiesta grande por ser la patrona del pueblo) se celebra el 14 de agosto.
- San Francisco se celebra el 3 de octubre.
- San Antonio se celebra el 17 de enero.

### Gastronomía
En la gastronomía tiene gran importancia el arroz, destacando el arroz al horno (arròs al forn), el arroz caldoso (arròs caldós), así como diversas variedades de paellas.